# Marco Galinha

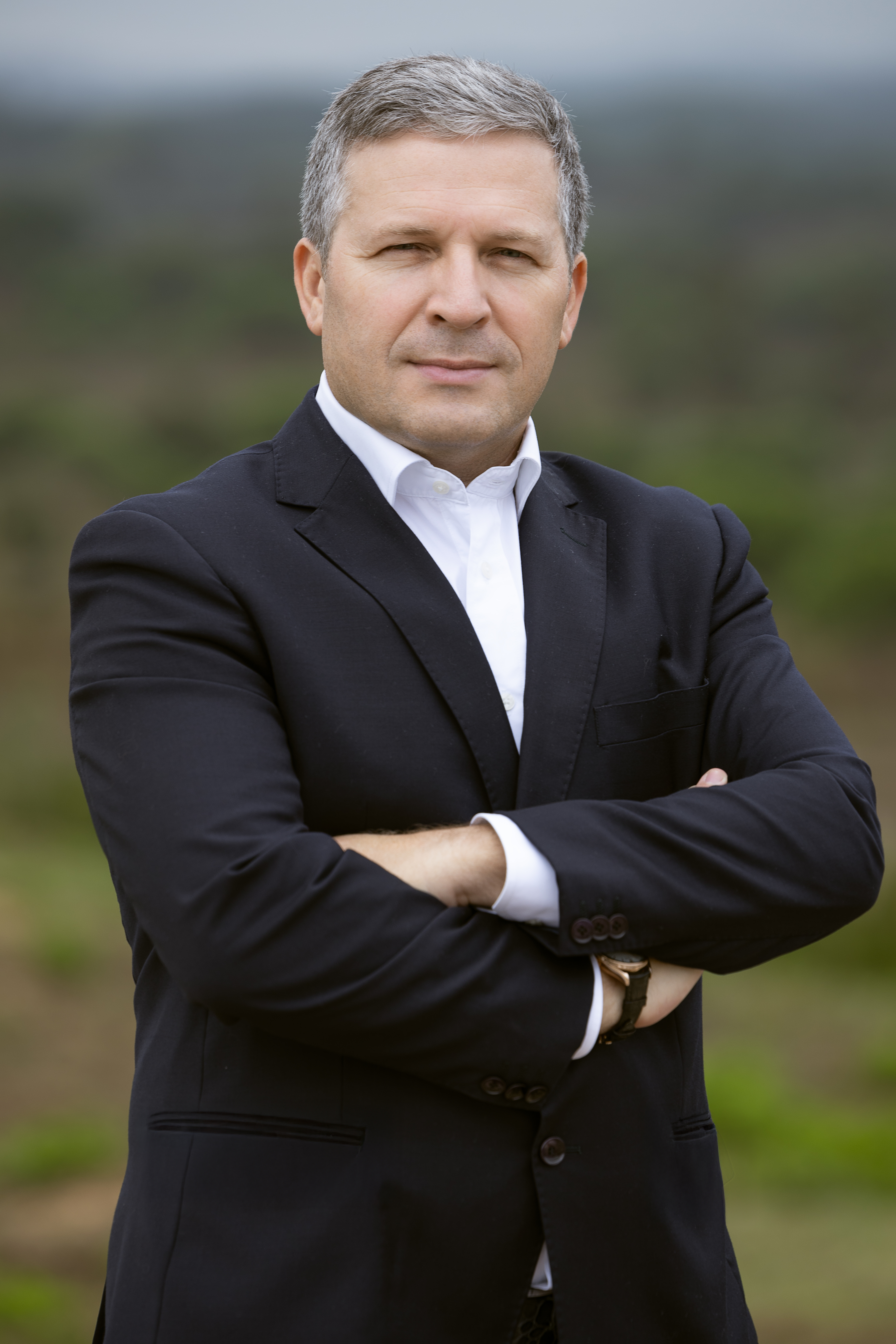
Marco Belo Galinha, empresário português

Marco Belo Galinha é um empresário e empreendedor português, fundador e presidente do Grupo Bel.
Galinha foi conselheiro no CES - Conselho Económico e Social (2016-2019), vogal na CIP - Confederação Empresarial de Portugal (2016-2019) e vice-Presidente da ANJE - Associação Nacional de Jovens Empresários (2016-2019). Em 2016, participou no programa Shark Tank, da SIC, como um dos “tubarões”. Em fevereiro de 2021, foi eleito CEO da Global Media Group, lugar que deixou em 2023, para passar a ser "chairman" daquele grupo de comunicação social, que nesse mesmo ano entrou em crise financeira.

## Biografia
Marco Belo Galinha é natural de Rio Maior, sendo o sétimo de oito irmãos. Viveu a sua infância e adolescência na vila da Benedita, localidade pertencente ao concelho de Alcobaça.  Quando era estudante de engenharia informática no Instituto Superior Técnico decidiu fundar, em 2001, a sua primeira empresa, a Bel Network Solutions, dedicada ao desenvolvimento de software.
Em 2018 torna-se acionista de referência da Active Space Technologies. Em 2019 adquire a Metalúrgica Luso-Italiana S.A. e Augusto Duarte Reis, S.A.. Em 2020, entra no capital social da Global Media Group.
Vinte anos decorridos sobre a criação da primeira empresa, o Grupo BEL está estruturado em diferentes áreas de negócio: indústria (aeroespacial e automação), distribuição & logística, imobiliário & transportes e comunicação social.
Através das suas empresas na área da automação e aeroespacial, o Grupo BEL está presente em vários mercados europeus e no mercado asiático, o que inclui projetos com a NASA e Agência Espacial Europeia (ESA) e missões espaciais que vão de Marte a Júpiter. Um bom exemplo do impacto nacional é por exemplo a liderança do projeto lndtech 4.0-novas tecnologias para a produção inteligente. Este projeto é um passo importante em direção à indústria digital, juntando a fabricante automóvel PSA (Peugeot Citroen) de Mangualde, três universidades e cinco parceiros tecnológicos, entre os quais a Active Space Technologies, empresa do Grupo BEL. O departamento de indústria da empresa — Active Space Automation — contribui para este projeto com o desenvolvimento de novos veículos autónomos inteligentes, no âmbito de sistemas automatizados de intralogistics, um dos pilares da indústria 4.0.
Em março de 2022, a deputada Mariana Mortágua, do Bloco de Esquerda, que também foi cronista no "Jornal de Notícias", apontou ligações de Marco Galinha a oligarcas russos, notadamente a Markos Leivikov, seu sogro e sócio, que considera um produto do governo de Vladimir Putin. O empresário, cujo grupo que detém o controle dos periódicos "Jornal de Notícias", "Diário de Notícias", "O Jogo", assim como da estação de r̟ádio TSF, negou sua relação com oligarcas e apresentou um processo judicial contra a parlamentar por difamação, tendo a deputada concordado em levantar a sua imunidade parlamentar para que seja arguida, à altura que reafirmou sua denúncia  . Tal confronto político ocorre nos marcos da guerra entre a Ucrânia e a Rússia, a partir da qual o ataque aos negócios russos em Portugal passou a ser frequente, sendo também uma altura em que o Bloco de Esquerda acusa o Governo português, do Partido Socialista, de complacência para com oligarcas russos . A 17 de janeiro de 2023, a Comissão de Transparência e Estatuto dos Deputados aprovou o levantamento da imunidade parlamentar da deputada Mariana Mortágua, do BE, para ser constituída arguida num processo por difamação que envolve o empresário Marco Galinha. Em novembro do mesmo ano, o Tribunal de Instrução recusou a queixa de Galinha contra Mortágua.

## Prémios
Em 2011, Marco Galinha é distinguido como jovem empresário do ano pelo jornal “Região de Leiria” e, em 2014 e 2016, é nomeado “Português de Valor pela Lusopress, grupo de imprensa com filial em França, que distingue portugueses e lusodescendentes que se tenham destacado no mundo. Em 2015, recebe a AFCEA Medal — Associação para as Comunicações, Eletrónica, Informações e Sistemas de Informação para Profissionais — for Outstanding Services”.